# فرودگاه جزیره برد
فرودگاه جزیره برد (به انگلیسی: Bird Island Airport) یک فرودگاه خصوصی با کد یاتا BDI است که یک باند فرود چمن دارد و طول باند آن ۹۲۰ متر است. این فرودگاه در کشور سیشل قرار دارد و در ارتفاع ۳ متری از سطح دریا واقع شده‌است.